# 皮尼亚尔齐纽
皮尼亚尔齐纽是巴西圣保罗州的一个市镇。总面积154.948平方公里，总人口11824人，人口密度76.3人/平方公里。